# Antonio de Heredia
Antonio de Heredia (Daimiel, Ciudad Real, principios del siglo XVII - último cuarto del XVII) fue un religioso benedictino y escritor español.

## Biografía
Tomó el hábito de San Benito en el Monasterio de Nuestra Señora de Sopetrán (provincia de Guadalajara), el 15 de marzo de 1638. Fue Lector de Artes, (1649-1653), Prior del Monasterio de Montserrat en Madrid (1653-1657), dos veces Abad de Sopetrán (1657-1661; 1665-1669), Definidor (1661-1665), General de la Congregación (1669-1673) y Abad de Montserrat de Madrid (1673-1677 y de Irache (1681-1685).
Impulsó las fundaciones de recoletas benedictinas de Cabra y Corella, reforzó la observancia regular en los monasterios de Viena, Praga y Bezdez e hizo imprimir una serie de libros prácticos para la congregación, así como nuevas Constituciones (1671). Publicó los Officia propria de la Congregación, Instrucción de religiosos de la Orden de N. P. S. Benito y Exercicios espirituales sacados de las obras de los venerables padres fray García de Cisneros, fray Ludovico Blosio y fray Antonio de Alvarado, abades de la misma religión (Salamanca, 1672); Vidas de santos, bienaventurados y personas venerables de la sagrada religión de San Benito, patriarca de religiosos (Madrid, 1683-1686, 4 vols.), una especie de flos sanctorum que por su brevedad no alcanzó una aceptación general; reimprimió la historia del monasterio de Sopetrán del padre Basilio de Arce corregida y aumentada con el título de Historia del ilustrísimo monasterio de Nuestra Señora de Sopetrán de la Orden de N. P. S. Benito, de su Santuario y Sagrada Imagen (Madrid, 1676), que contiene testimonios personales y documentos hoy perdidos.

## Obras
- Officia propria de la Congregación
- Instrucción de religiosos de la Orden de N. P. S. Benito
- Exercicios espirituales sacados de las obras de los venerables padres fray García de Cisneros, fray Ludovico Blosio y fray Antonio de Alvarado, abades de la misma religión (Salamanca, 1672)
- Vidas de santos, bienaventurados y personas venerables de la sagrada religión de San Benito, patriarca de religiosos (Madrid, 1683-1686, 4 vols.)
- Editor y ampliador de Basilio de Arce, Historia del ilustrísimo monasterio de Nuestra Señora de Sopetrán de la Orden de N. P. S. Benito, de su Santuario y Sagrada Imagen (Madrid, 1676).
- "Gambas e Cabaleiros Medievais"